# 스타플렉스
스타플렉스(StarFlex Co. Ltd.)는 대한민국의 옥외광고판 원단 생산 기업이다. 본사는 충청북도 음성군 삼성면 대성로 417에 위치해 있으며 대표이사는 김세권이다.

## 제품
FLEX는 PVC 기반의 광고용 소재로 회사 총 매출의 97.8%를 차지하며 수출 비중도 45%이 된다

## 역사
2006년 현재의 사명으로 변경하였다.

## 상장
2010년 1월 27일에 공모가 15,000원(희망공모가 밴드 13,100~15,600원)에 코스닥 시장에 상장하였다.

## 참고문헌
1. ↑  코로나 터널 나온 스타플렉스, 경기 침체 조짐에 살얼음판, 이투데이, 2023년 3월 15일
2. ↑  제27기 스타플렉스 분기보고서, 2022년 05월 16일